# Via L4 Sul (Avenida das Nações)
A Via L4 Sul ou Avenida das Nações é o trecho sul da DF-004 ou Estrada Parque das Nações (EPNA), rodovia radial também chamada de Via L4 por ser quarta via a leste do Eixo Rodoviário. É localizada em Brasília, no Distrito Federal, sendo uma importante avenida desta cidade.
O primeiro trecho da Via L4 Sul foi inaugurada em 30 de junho de 1958 pelo presidente JK tendo apenas 12,5 km de extensão e ligava o aeroporto ao Palácio da Alvorada.

## Localização e características
A L4 Sul separa o Setor de Embaixadas Sul (SES) do Setor de Clubes Esportivos Sul (SCES), às margens do Lago Paranoá. Ao longo desta avenida situam-se boa parte das embaixadas estrangeiras residentes em Brasília, e por isso é conhecida como a Avenida das Nações.
A velocidade máxima da L4 Sul é de oitenta quilômetros por hora, com alguns pontos tendo redução para sessenta quilômetros por hora.

## Ligações por pontes
Possui três ligações para o Lago Sul: a Ponte Presidente Médici, também conhecida como Ponte das Garças ou Primeira Ponte, a Ponte Honestino Guimarães, também conhecida como Segunda Ponte, e a Ponte Juscelino Kubitschek, também conhecida como Ponte JK ou Terceira Ponte, que cruzam o Lago Paranoá.

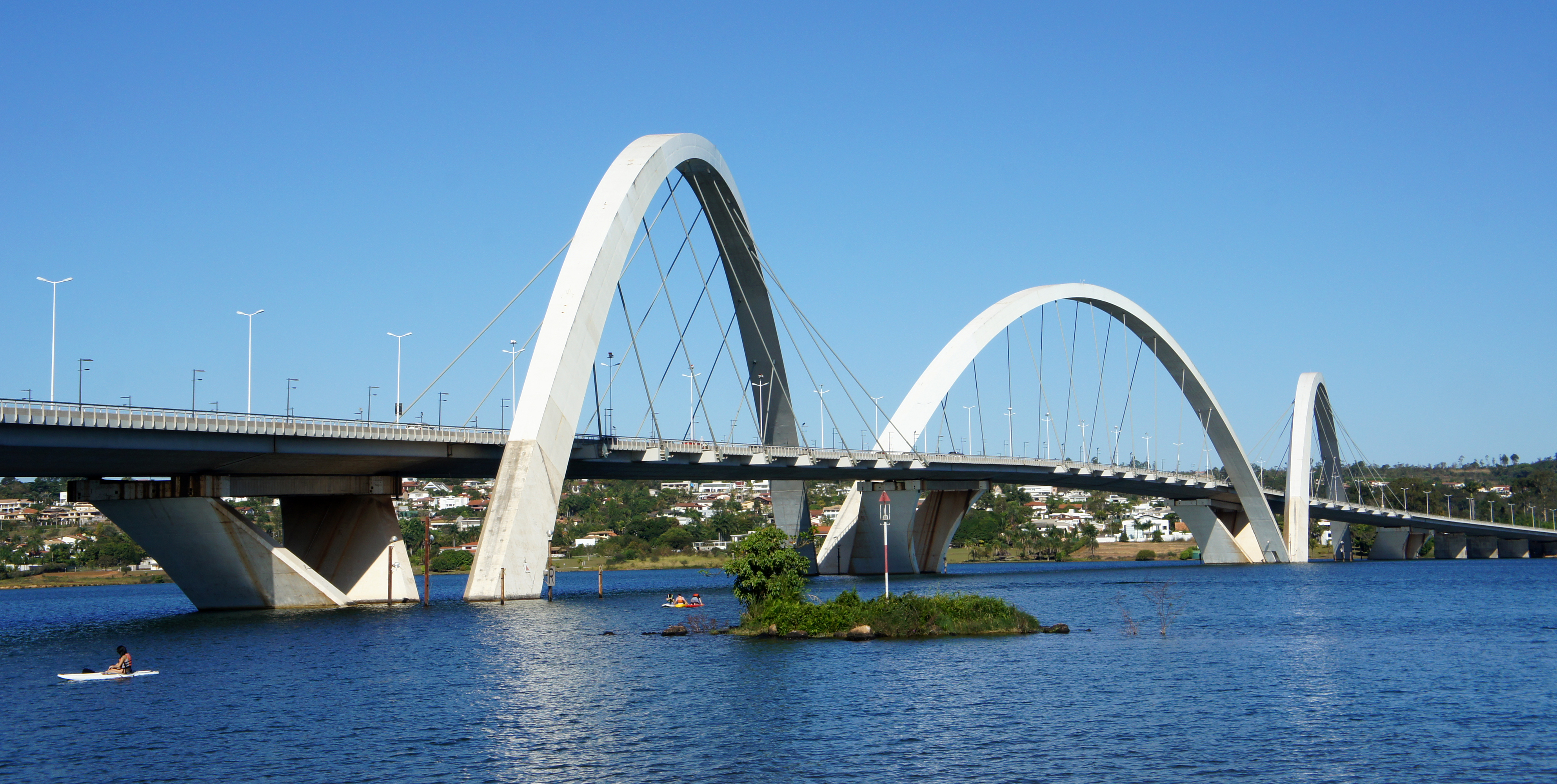
Ponte JK, uma das ligações da L4 Sul com o Lago Sul

## Pontos de interesse
A via é usada como ligação entre a Asa Sul, a Asa Norte, o Lago Sul, o Jardim Botânico e outras regiões da cidade, já que, devido a devido a sua posição, se tornou uma ligação alternativa de várias cidades-satélite. Ficam na L4 Sul, além das embaixadas de diversos países, também diversos clubes e associações atléticas devido a proximidade com a orla do Paranoá - o Deck Sul, uma área de lazer pública próxima a Ponte das Garças, é considerada um "clube aberto". Além do Deck Sul, ficam na avenida também o Bosque dos Constituintes e o Parque da Asa Sul. A sede do Ministério Público Federal, onde despacha o Procurador-Geral da República, fica na L4 Sul, próximo ao Eixo Monumental, onde a via dá acesso a região onde muitos dos órgãos administrativos federais estão instalados. O cruzamento com a N-1, do Eixo Monumental, separa a L4 Sul da L4 Norte e da via do Palácio Presidencial, que segue até o Palácio do Alvorada.